# Catocala vaga
Catocala vaga är en fjärilsart som beskrevs av Arnold Spuler 1907. Catocala vaga ingår i släktet Catocala och familjen nattflyn. Inga underarter finns listade i Catalogue of Life.